# Mikkeline
Mikkeline ist ein Vorname.

## Herkunft und Bedeutung
Der Name wird vor allem im Dänischen verwendet und ist die weibliche Variante von Mikkel.

## Bekannte Namensträgerinnen
- Mikkeline Kierkgaard (* 1984), dänische Eiskunstläuferin und Sängerin